# Sławomir Peszko
Sławomir Konrad Peszko [swaˈvɔmir ˈpɛʃkɔ] (* 19. Februar 1985 in Jedlicze, Woiwodschaft Krosno) ist ein polnischer ehemaliger Fußballspieler.

## Vereinskarriere

### Anfänge
Peszko begann seine Karriere in der Jugendmannschaft von Nafta Jedlicze. Er kam 2001 in die Jugendmannschaft von Orlen Płock (ab 2002 Wisła Płock) und wurde am 28. August 2002 im polnischen Pokal gegen Jagiellonka Nieszawa zum ersten Mal ins Profiteam eingewechselt. Zur Rückrunde wurde er fest in den Kader der ersten Mannschaft integriert, am 5. April 2003 kam er bei Widzew Łódź zu seinem ersten Einsatz in der Ekstraklasa. In der Hinrunde der Saison 2003/04 wurde er Stammspieler und erzielte am 29. Oktober 2003, wiederum gegen Widzew Łódź, sein erstes Profitor. Mit Wisła gewann er 2006 den polnischen Pokal und den polnischen Supercup. International kam er für Wisła in der UEFA-Cup-Qualifikation der Saison 2005/06 zum Einsatz. Sein erstes Spiel hatte er am 11. August 2005 gegen Grasshoppers Zürich, als er bei der 0:1-Niederlage in Zürich in der 66. Minute für Adrian Mierzejewski eingewechselt wurde. 2007 stieg Peszko mit Wisła ab, er hatte in 26 Spielen der Saison 2007/08 in der II. Liga 16 Tore erzielt.

### Lech Posen

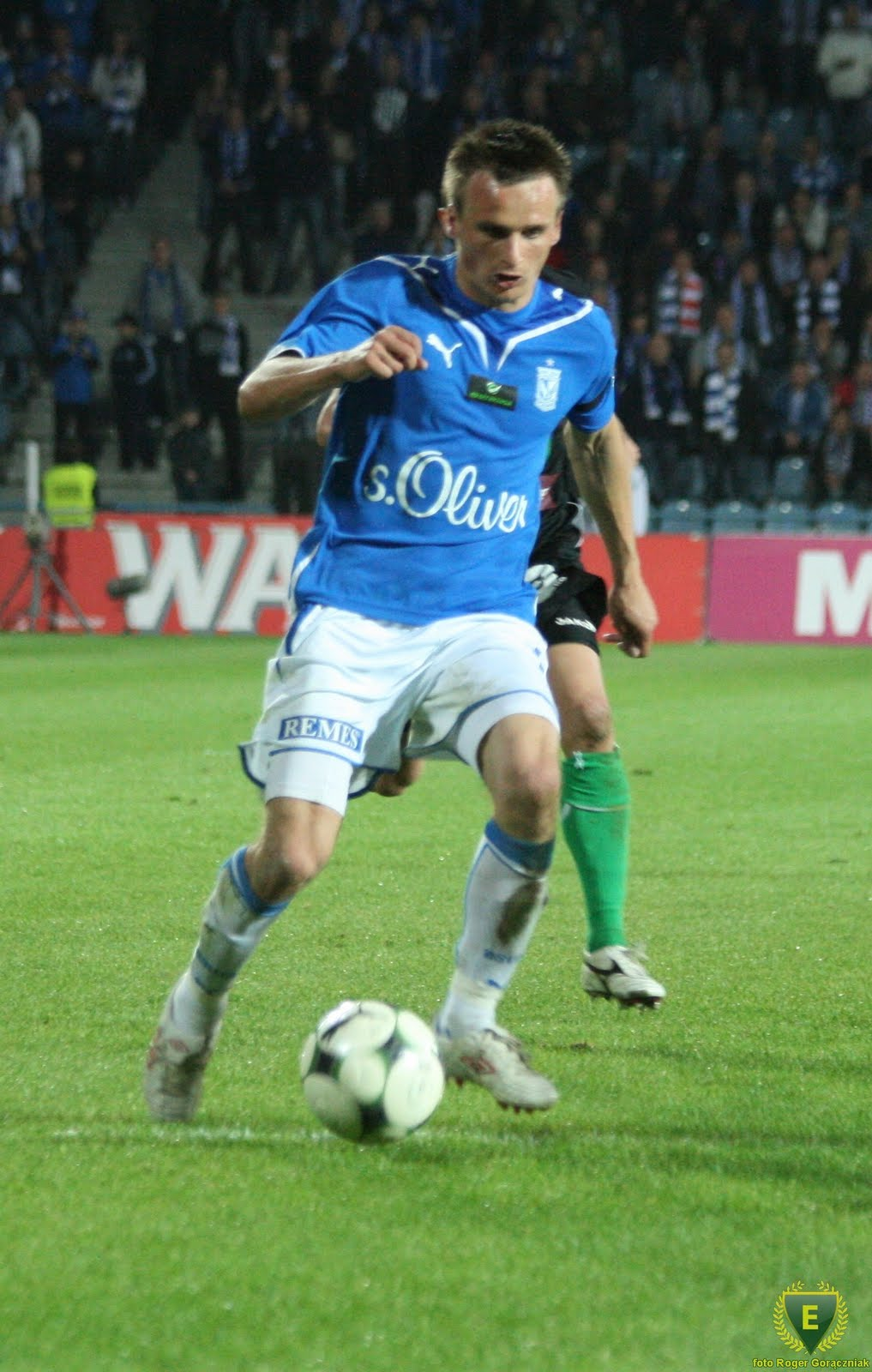
Sławomir Peszko, 2010

Am 30. Juni 2008 endete sein Vertrag bei Wisła Płock und er wechselte wieder in die höchste polnische Spielklasse zu Lech Posen. Er bekam die Nummer 17 und setzte sich auf Anhieb als Stammspieler im rechten offensiven Mittelfeld durch. Am 19. Mai 2009 gewann er mit Lech den polnischen Pokal; er erzielte den entscheidenden Treffer im Finale gegen Ruch Chorzów zum 1:0-Sieg. Ein Jahr später wurde er mit Lech polnischer Meister; er hatte 14 Torvorlagen in 28 Spielen gegeben und acht Tore erzielt. Lediglich sein Mannschaftskollege Robert Lewandowski hatte mehr Scorerpunkte vorzuweisen.

### 1. FC Köln
Zur Rückrunde der Saison 2010/11 wechselte Peszko in die deutsche Bundesliga zum 1. FC Köln. Er unterschrieb einen Vertrag bis zum Saisonende mit einer Option auf Verlängerung, die er auch nutzte.

### Leihe nach England
Nach dem Abstieg wurde er im Sommer 2012 an den englischen Zweitligisten Wolverhampton Wanderers ausgeliehen, der sich auch eine Kaufoption sicherte. So folgte er seinem Ex-Trainer Ståle Solbakken.

### FC Parma und Rückkehr zum 1. FC Köln
Nach dem Abstieg der Wanderers ging Peszko im Sommer 2013 zurück zum 1. FC Köln. Es wurde ein Wechsel zum FC Parma in die Serie A vermeldet, wobei er in der Saison 2013/14 für den 1. FC Köln auf Leihbasis auflaufen sollte. Am 20. August 2013 einigten sich schließlich alle Parteien darauf, dass Peszko nun doch für ein Jahr an den 1. FC Köln ausgeliehen wird. Seinen ersten Treffer bei seinem Comeback erzielte er am 1. September 2013 gegen Erzgebirge Aue per Kopfball zum 4:1-Endstand. Nach dem Aufstieg des 1. FC Köln in die Bundesliga und starken Leistungen des Polen einigte man sich darauf, dass Peszko ab der Saison 2014/15 vom 1. FC Köln fest unter Vertrag genommen wird. Er unterschrieb am 9. Mai 2014 bis zum Sommer 2016.

### Lechia Gdańsk
Kurz vor Ende der Transferperiode im Sommer 2015 unterschrieb Peszko einen Vertrag in seiner Heimat bei Lechia Gdańsk, um Spielpraxis für eine mögliche EM-Teilnahme im Jahr 2016 seines Heimatlandes zu sammeln und sich für selbige zu empfehlen. Sein erstes Tor für Lechia erzielte er am 13. Februar 2016 im Spiel gegen Podbeskidzie Bielsko-Biała. Peszko markierte mit seinem Treffer den 5:0-Endstand.

### Wieczysta Krakau
Nachdem Peszkos Vertrag 2020 bei Lechia ausgelaufen ist, wechselte er ablösefrei zu dem polnischen Amateurverein Wieczysta Krakau.

## Nationalmannschaft

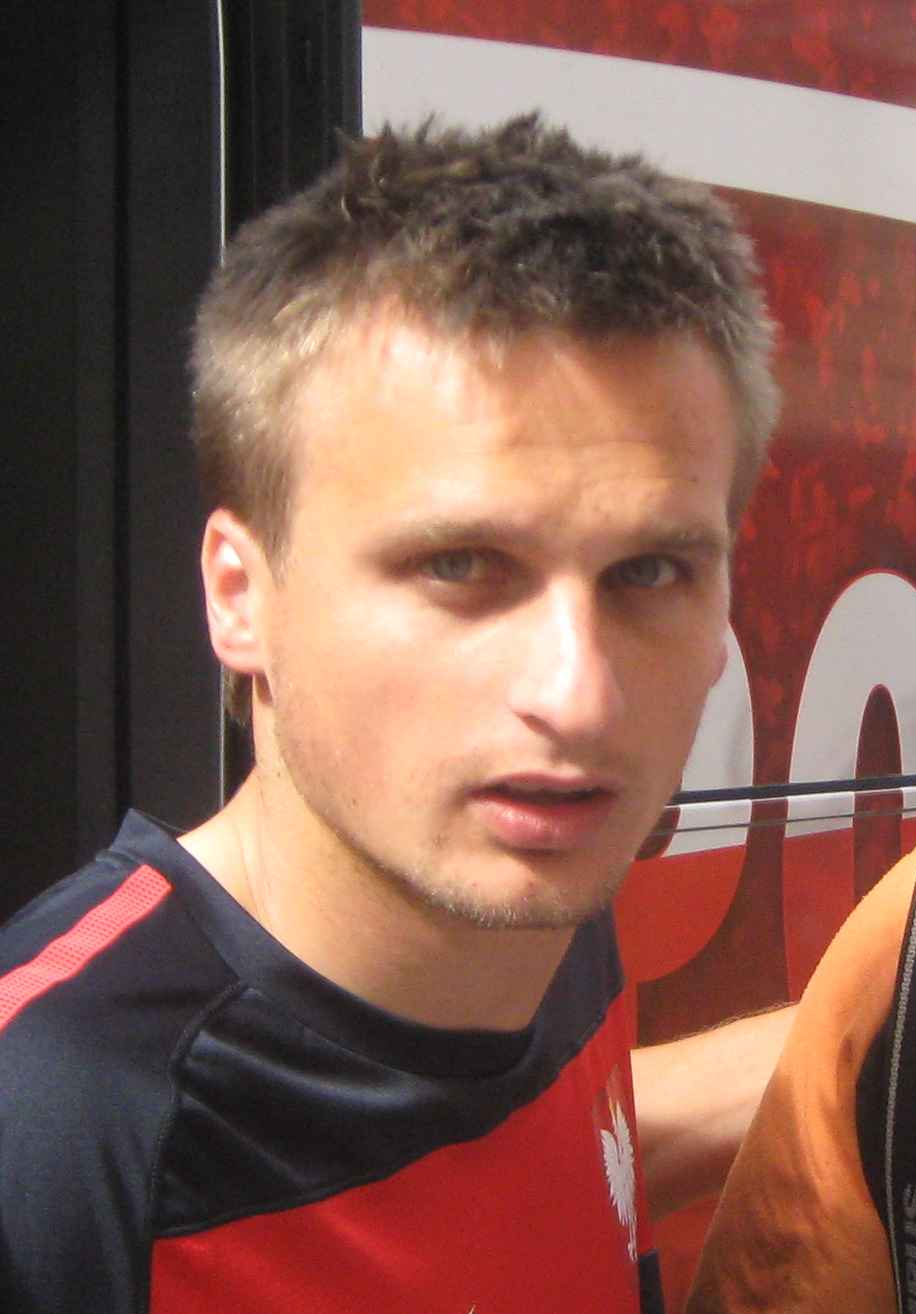
Sławomir Peszko, 2011

Peszko bestritt drei Länderspiele für die polnische U-21-Auswahl.
Sein Debüt in der A-Nationalmannschaft gab der Mittelfeldspieler am 19. November 2008 im Freundschaftsspiel gegen Irland. Peszko wurde in der 70. Minute für Rafał Boguski eingewechselt, das Spiel endete 3:2 für die Polen. Seinen ersten Treffer für Polen erzielt er am 17. Januar 2010 bei der 1:3-Niederlage gegen Dänemark. Obwohl er in der Folge zahlreiche Freundschaftsspiele bestritt, schaffte er es dennoch bei der Heim-Europameisterschaft 2012 nicht in den polnischen Kader. Es folgte eine, auch verletzungsbedingt, längeren Pause und danach vereinzelte Einsätze. Beim 1:1 im EM-Qualifikationsspiel gegen Irland am 29. März 2015 spielte er erstmals wieder fast über die volle Spielzeit und erzielte zudem sein zweites Tor im Nationaltrikot. Anschließend wurde er erstmals in das EM-Aufgebot Polens aufgenommen. Dreimal kam er im Turnier als Einwechselspieler in den Schlussminuten zum Einsatz: im Auftaktspiel gegen Nordirland und gegen Deutschland in Spiel 2 sowie im Achtelfinale gegen die Schweiz in der Verlängerung. Das Team erreichte das Viertelfinale und schied aus.
Bei der Weltmeisterschaft 2018 in Russland gehörte er zum polnischen Aufgebot. Er wurde in einem Gruppenspiel eingesetzt und schied mit der Mannschaft nach der Gruppenphase aus.

## Erfolge
- Polnischer Pokalsieger: 2006 und 2009
- Polnischer Supercupsieger: 2006 und 2010
- Polnischer Meister: 2010
- Zweitliga-Meister und Aufstieg in die Bundesliga: 2014

## Sonstiges
Die Nacht vom 7. auf den 8. April 2012, kurz nachdem der 1. FC Köln 1:1 gegen Werder Bremen im Abstiegskampf gespielt hatte (Fußball-Bundesliga 2011/12/29. Spieltag), verbrachte Peszko in einer Ausnüchterungszelle in Köln-Kalk, nachdem er angetrunken in einem Taxi und später auf der Polizeistation Stolkgasse randaliert hatte. Dies zog eine Geldstrafe (rund 25.000 Euro) und die Suspendierung für das Auswärtsspiel beim 1. FSV Mainz 05 zwei Tage später nach sich.